# (937) Bethgea
(937) Bethgea és un asteroide pertanyent al cinturó d'asteroides descobert el 12 de setembre de 1920 per Karl Wilhelm Reinmuth des de l'observatori de Heidelberg-Königstuhl, Alemanya. Està anomenat en honor del poeta alemany Hans Bethge (1876-1946). Bethgea forma part de la família asteroidal de Flora.